# 21:00 Eros Live World Tour 2009/2010
«21:00 Eros Live World Tour 2009/2010» (англ. 21:00 Эрос Мировой тур 2009/2010) — концертный альбом известного итальянского певца и композитора Эроса Рамаццотти, выпущен 30 ноября 2010 года.

## Об альбоме
Данный двойной альбом был записан Эросом Рамаццотти во время его мировых концертов, а также во время концертов 4 и 5 декабря 2009 года в Милане.
Альбом состоит из самых известных и лучших композиций исполнителя. В качестве бонуса планируется выход документального фильма о работе над альбомом «Ali e radici». Съёмки фильма проводились в Париже, Лос-Анджелесе, Мадриде и Милане.
Также, была выпущена DVD-версия альбома.

## Список композиций
CD (RCA 88697815882 (Sony) / EAN 0886978158826)

### CD1
1. Appunti e note;
2. Dove c'è musica;
3. Un attimo di pace;
4. Quanto amore sei;
5. Stella gemella;
6. Terra promessa;
7. Una storia importante;
8. Adesso tu;
9. Se bastasse una canzone;
10. Bucaneve;
11. Favola;
12. Un’emozione per sempre;
13. I Belong to You (Il ritmo della passione);

### CD 2
1. Musica è;
2. Amore contro;
3. Un'altra te;
4. L’aurora;
5. Per me per sempre;
6. L’orizzonte;
7. Controvento;
8. Il cammino;
9. L’ombra del gigante;
10. Cose della vita;
11. Questo immenso show;
12. Parla con me;
13. Più bella cosa.

## Чарты

Обложка DVD-версии альбома

### Интернациональный
| Страна (2010) | Высшая позиция |
| ------------- | -------------- |
| Италия        | 3              |
| Швейцария     | 50             |
| Австрия       | 51             |
| Франция       | 181            |

### Итальянскийхит-парад
| Позиция | 3 | 5 |  |